# Полянское сельское поселение (Ленинградская область)
Поля́нское се́льское поселе́ние — муниципальное образование в составе Выборгского района Ленинградской области. Административный центр — посёлок Поляны.

## География
Местонахождение: юго-западная часть Выборгского района
- Общая площадь: 707,8 км²
- Граничит с 
  - Приморским городским поселением
  - Гончаровским сельским поселением
  - Рощинским городским поселением
  - Советским городским поселением
  - Красносельским сельским поселением

Расстояние от административного центра поселения до районного центра — 60 км.
По территории поселения проходят автомобильные дороги:
- 41А-082 (Зеленогорск — Выборг)
- 41К-083 (Молодёжное — Черкасово)
- 41К-088 (Голубые Озёра — Поляны)
- 41К-089 (Рябово — Поляны)
- 41К-092 (Высокое — Синицино)
- 41К-093 (Белокаменка — Лебяжье)
- 41К-411 (подъезд к пионерлагерю «Зеркальный»)
- 41К-434 (подъезд к пос. Приветинское)

## История
Церковь Уусикиркко (ныне Поляны) впервые упоминается в 1445 году. В дальнейшем Уусикирко упоминается как волость, она сохраняла этот статус и во времена шведского владычества, и после включения Старой Финляндии в состав Российской империи в начале XVIII века, и после объявления финского суверенитета в 1917 году.
В 1940 году территория волости вошла в состав Советского Союза, но на один год — летом 1941 финны вернули Уусикиркко. В 1944 году территория волости окончательно закрепилась за СССР, в селении был образован совхоз «Поляны».
С 1946 года земли бывшей волости относились к Уискольскому сельсовету, с 1948 года — к Краснофлотскому сельскому Совету Приморского района, с 1956 года — Краснофлотскому сельскому Совету Рощинского района. В 1959 году образуется Полянский сельский Совет, который в 1994 году становится Полянской волостью.
1 января 2006 года в соответствии с областным законом № 17-оз от 10 марта 2004 года «Об установлении границ и наделении соответствующим статусом муниципальных образований Всеволожский район и Выборгский район и муниципальных образований в их составе» образовано Полянское сельское поселение. В его состав вошла территория бывшей Полянской волости.

## Население
| 2006    | 2010    | 2011    | 2012    | 2013    | 2014    | 2015    |
| ------- | ------- | ------- | ------- | ------- | ------- | ------- |
| 12 500  | ↗15 641 | ↗15 653 | ↗15 667 | ↘15 540 | ↘15 366 | ↘15 285 |
| 2016    | 2017    | 2018    | 2019    | 2020    | 2021    | 2023    |
| ↘15 104 | ↗15 209 | ↗15 355 | ↗15 528 | ↗15 622 | ↘14 864 | ↘14 766 |
| 2024    | 2025    |         |         |         |         |         |
| ↘14 730 | ↘14 675 |         |         |         |         |         |

## Состав сельского поселения
| №  | Населённый пункт         | Тип населённого пункта              | Население |
| -- | ------------------------ | ----------------------------------- | --------- |
| 1  | Бойково                  | посёлок                             | ↗97       |
| 2  | Вишнёвка                 | посёлок                             | ↗13       |
| 3  | Владимировка             | посёлок                             | ↗22       |
| 4  | Горьковское              | посёлок                             | ↗285      |
| 5  | Заполье                  | посёлок                             | ↗98       |
| 6  | Зелёная Роща             | посёлок                             | ↗25       |
| 7  | Зелёный Холм             | посёлок                             | ↘141      |
| 8  | Каменка                  | посёлок                             | ↗7542     |
| 9  | Клеверное                | посёлок                             | ↘159      |
| 10 | Межозёрное               | посёлок                             | ↗65       |
| 11 | Местерьярви              | посёлок при железнодорожной станции | ↗16       |
| 12 | Октябрьское              | посёлок                             | ↗23       |
| 13 | Осетрово                 | посёлок                             | ↗3        |
| 14 | Пески                    | посёлок                             | ↗275      |
| 15 | Песочное                 | посёлок                             | ↘729      |
| 16 | Поляны                   | посёлок, административный центр     | ↘1337     |
| 17 | Приветнинский Карьер     | посёлок                             | ↗42       |
| 18 | Приветнинское            | посёлок при железнодорожной станции | ↗977      |
| 19 | Приветнинское            | посёлок                             | ↗567      |
| 20 | Санаторий «Сосновый Бор» | посёлок                             | ↘237      |
| 21 | Семашко                  | деревня                             | ↘4        |
| 22 | Семиозерье               | посёлок                             | ↘1195     |
| 23 | Сопки                    | посёлок                             | ↘85       |
| 24 | Сосновый Бор             | посёлок                             | ↗147      |
| 25 | Старорусское             | посёлок                             | ↗89       |
| 26 | Тарасово                 | посёлок                             | ↗498      |
| 27 | Уткино                   | посёлок                             | ↗17       |
| 28 | Яковлево                 | посёлок                             | ↗176      |

### Упразднённые населённые пункты
28 декабря 2004 года в связи с отсутствием жителей был упразднён посёлок Урожайное.